# Погадаевское сельское поселение
Погадаевское се́льское поселе́ние — муниципальное образование в Приаргунском районе Забайкальского края Российской Федерации.
Административный центр — село Погадаево.
24 июля 2020 года упразднено в связи с преобразованием Приаргунского муниципального района в муниципальный округ.

## История
Статус и границы сельского поселения установлены Законом Читинской области от 19 мая 2004 года «Об установлении границ, наименований вновь образованных муниципальных образований и наделении их статусом сельского, городского поселения в Читинской области».

## Население
| 2010 | 2011 | 2012 | 2013 | 2014 | 2015 | 2016 |
| ---- | ---- | ---- | ---- | ---- | ---- | ---- |
| 675  | ↘673 | ↘637 | ↘622 | ↗627 | ↗635 | ↘629 |
| 2017 | 2018 | 2019 | 2020 |      |      |      |
| ↘623 | ↘604 | ↘602 | ↘589 |      |      |      |

## Состав сельского поселения
| № | Населённый пункт | Тип населённого пункта       | Население |
| - | ---------------- | ---------------------------- | --------- |
| 1 | Горда            | село                         | ↘86       |
| 2 | Погадаево        | село, административный центр | ↘495      |